# 피아노 소나타 19번 (베토벤)
《피아노 소나타 19번 사단조, 작품 번호 49-1》는 루트비히 판 베토벤에 의해 쓰인 피아노 소나타로, 두 개의 소나타, 작품 번호 49 세트의 첫 번째 작품이다.

## 개요
두 개의 소나타, 작품 번호 49 세트는 장르 일련번호에 따른 전후의 작품과는 작곡 연대에서 크게 차이가 나고 있는 것을 확인할 수 있는데, 그 최초의 착상이 스케치장에 쓰인 것은 1795-96년 무렵의 일이었다. 완성 시기는 "작품 번호 49-2"인 20번 소나타가 1796년, "작품 번호 49-1"인 19번 소나타가 1797년으로 추정되고 있기 때문에, 두 개의 소나타 모두 《3번 소나타》 이후에 곧 쓰인 작품들로 볼 수 있다. 이렇게 시간이 많이 흐르고 난 뒤에 초기의 작품이 출판되고 있는 것은, 베토벤의 작품들에 관하여 출판 경영에서 큰 역할을 맡던 카스파(베토벤의 남동생)가 독단으로 출판사에 그 초기 작품의 악보들을 가져왔기 때문인 것으로 여겨진다. 두 개의 소나타의 초판본은 1805년 1월에 빈의 예술과 산업 상점 사를 통해 간행되었다
작품 번호 49 세트의 초판보에 붙어 있는 제목은 "두 개의 쉬운 소나타("Deux Sonates Faciles")로, 모두 2악장제의 간소한 형식을 갖춘 탓에 종종 소나티네의 작품들로 여겨지곤 한다. 악보에는 헌사가 내걸려져 있지 않고, 작곡의 배경마저 명확하지 않지만, 아마도 제자를 위해 쓰인 것으로 여겨진다. 제목처럼 연주도 용이해서, 초보의 교재로 자주 거론되는 등 유명하다. 그러나 그 내용은 격조 높은 예술 음악으로서의 모습이 확고히 완성되고 있다. 찰스 로젠은 두 개의 소나타에 관하여 기술적 도전이 부족하다는 점을 지적하면서도, "깊은 영향을 미치는 뛰어난 작품"이라고 말했다.

## 악장 구성
작품은 2악장 형식을 따르고 있다:
1. Andante
2. Rondo: Allegro

총 연주 소요 시간은 약 8분 정도이다:

### 제1악장. 안단테
2/4 박자, 사단조, 소나타 형식.
악장은 침울한 분위기의 제1주제에 의해 막을 연다(악보1).
악보1
간결한 경과구에 이어 내림나장조에서 악보2의 제2주제가 나타난다.
악보2
코데타에서는 악보2의 서두가 회상된다. 제시부가 반복되면 악보2의 서두가 트릴을 동반하여 유니즌으로 연주되고 전개부가 개시된다. 새로운 소재와 그 변주에 이어, 제2주제가 차례차례 전조를 거듭해 긴장감이 고조되어 제1주제의 재현으로 이행한다. 사단조로 재현된 첫 번째 주제는 반복될 때 주제를 저음부에 두고 고음부에서 대위법적인 음형을 연주함으로서 변화를 내고 있다. 두 번째 주제는 사단조로 재현되고 같은 주제를 이용한 코다가 연주되면서 조용히 악장을 마친다.

### 제2악장. 론도. 알레그로
6/8 박자, 사장조, 론도 형식.
스타카토가 붙여진 기운찬 악보3에서 시작된다. 4마디 에피소드를 사이에 두고 악보3이 한 옥타브 높게 반복됨으로써 세도막 형식으로 된 론도 주제를 형성한다.
악보3
유니즌의 도입으로부터 약간 어려운 표정의 경과부가 된다(악보4).
악보4
침착성을 되찾아 돌체에서 연주되는 내림나장조의 주제는 악보4에서 이끌어진다(악보5). 아름다운 화성의 묘를 보이며 악보5가 반복되고, 다시 유니즌의 도입에서 악보4가 나타난다.
악보5
주조의 론도 주제의 재현으로 이어지고, 다소 기계적인 대위법적 처리를 사이에 두고 사장조의 악봅5를 재현이 된다. 악보3이 다시 연주되어 절정이 이루고, 그 정점에서 페르마타에 의한 여운이 만들어진다. 코다는 악보3에 의거, 성부가 호응하며 상쾌하게 전 악장이 막을 내린다.

## 부 링크
- 베토벤, "피아노 소나타 19번"의 악보 - 국제 악보 도서관 프로젝트(IMSLP)의 악보